# Temps de pujada

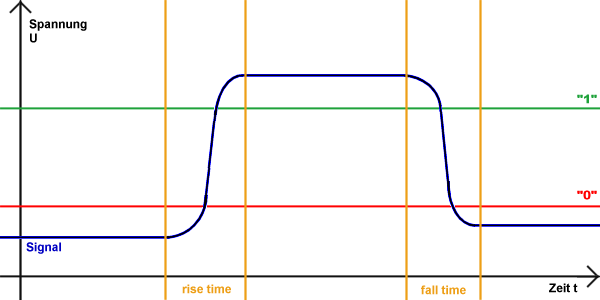
Diagrama temporan on s'hi representa el temps de pujada i el temps de baixada,

En electrònica, quan es descriu un voltatge o una funció de corrent tipus graó, el temps de pujada es refereix al temps necessari perquè un senyal canviï d'un valor baix prèviament especificat en un valor alt prèviament especificat.
Normalment, aquests valors són del 10% i 90% de l'alçada dels graons.
El senyal de sortida d'un sistema es caracteritza també pel temps de caiguda: tots dos paràmetres depenen dels temps de pujada i temps de baixada del senyal d'entrada i de les característiques del sistema.

## Informació general
El temps de pujada (Rise time) és un paràmetre analògic de fonamental importància en l'electrònica d'alta velocitat, ja que és una mesura de la capacitat d'un circuit per respondre als senyals d'entrada ràpida. Molts esforços en els darrers anys s'han fet per reduir els temps de pujada dels generadors, circuits analògics i digitals, equips de mesura i de transmissió de dades.